# Ochthebius similis
Ochthebius similis är en skalbaggsart som beskrevs av Sharp 1882. Ochthebius similis ingår i släktet Ochthebius och familjen vattenbrynsbaggar. Inga underarter finns listade i Catalogue of Life.